# Alessandro Lessona
Alessandro Lessona (Roma, 9 settembre 1891 – Firenze, 10 novembre 1991) è stato un ufficiale, politico e dirigente sportivo italiano.
Comunemente lo si crede nato nel 1891, ma alcune fonti riportano come data di nascita il 1887, il che significa che al momento della morte avrebbe dovuto avere 104 o 105 anni. Fu comunque il più longevo gerarca del Fascismo, e l'ultimo a sopravvivere.

## Vita durante il Regime fascista
Figlio di Carlo, entrò alla Regia Accademia di Fanteria e Cavalleria di Modena nel 1910 e ne uscì sottotenente di cavalleria. Prese parte alla prima guerra mondiale, guadagnandosi una Medaglia d'argento al valor militare nel 1916 a Monfalcone. Passò poi a prestare servizio per un breve periodo in Macedonia e, rientrato in Italia, prima fu inviato in Francia in forza allo Stato maggiore del II Corpo d'Armata, poi, essendo risultato primo all'esame per lo Stato maggiore, fu chiamato dal generale Armando Diaz a capo della propria segreteria.
Passato con Diaz al Ministero della guerra, vi rimase come Capo di gabinetto fino alla Marcia su Roma e lasciò l'incarico per motivi personali.
Aderì al Fascismo e nel 1922 prese parte alla marcia su Roma. 
Federale di Savona, resse la carica con un certo successo. Nel 1925, fu incaricato di una missione diplomatica presso il Re Zog I di Albania che, dopo opportuni colloqui con il Segretario generale dei Ministero degli Esteri Salvatore Contarini, condusse alla stipula di un trattato militare segreto in funzione anti jugoslava (novembre 1925); con esso, l'Albania metteva a disposizione il suo territorio, nell'eventualità di una guerra dell'Italia contro l'altro Stato balcanico. Tra il 1928 e il 1939 fu anche Presidente della Federazione Italiana Tennis.
Durante il ventennio fascista, Lessona fu tra i protagonisti della politica coloniale italiana: sottosegretario al Ministero delle colonie dal 1929 al 1936, allo scoppio della guerra d'Etiopia ebbe una parte di rilievo nel far togliere il comando del Fronte Nord al generale Emilio De Bono e nell'affidarlo al Maresciallo d'Italia Pietro Badoglio alla fine del 1935. Nell'aprile del 1936 fu da Badoglio chiamato ad accompagnarlo nella marcia su Addis Abeba e nell'entrata in città, avvenuta il 5 maggio. Nominato a capo del ministero delle colonie, restò in carica per un anno e mezzo, fino alla fine del 1937 e fu lui a cambiarne il nome in Ministero dell'Africa Italiana.
Deciso a sfruttare totalmente le risorse economiche delle colonie, inviò in Libia come governatori Luigi Razza e Italo Balbo, pur essendo quest'ultimo insofferente alle sue direttive. Iniziatore della politica di separazione razziale fra bianchi e neri nelle Colonie italiane, nel 1936 Lessona aveva fondato il "Corpo della polizia coloniale", ribattezzato tre anni dopo "Corpo di Polizia dell'Africa italiana" (comunemente conosciuto come PAI): esso era formato da nazionali e da indigeni africani, in particolare àscari, fedeli alla madrepatria Italia e aveva compiti di pubblica sicurezza.
In questo periodo Lessona cominciò ad entrare in urto con il maresciallo Rodolfo Graziani sull'amministrazione delle terre conquistate. Qualche mese dopo scoprì un evidente peculato, che coinvolgeva direttamente l'ex-governatore dell'Eritrea Emilio De Bono, e ordinò di riscrivere il contratto dei lavori. La questione fu portata all'esame di Mussolini, presso il quale De Bono aveva ben maggiore influenza di Lessona, e il Duce prese a guardare con occhio critico il ministro, chiedendo di sorvegliarne l'operato.
Nel giro di pochi mesi, su Lessona si accumulò una lunga serie di rapporti negativi che andavano dalla corruzione, alla disinvolta assegnazione di cariche pubbliche, e soprattutto al sospetto che egli stesse costruendosi un vero e proprio dominio personale in Africa Orientale. Fu così che il 19 novembre 1938 Benito Mussolini prese spunto dalla nomina a viceré d'Etiopia del duca Amedeo d'Aosta, avocò a sé il Ministero dell'Africa Italiana ed esonerò Lessona da ogni incarico istituzionale, estromettendolo dalla vita pubblica del paese, per cui passò come professore ordinario alla Facoltà di Scienze Politiche dell'Università La Sapienza di Roma, dove sarebbe rimasto sino all'età della pensione.

## Il dopoguerra
Fu titolare della cattedra di Storia politica coloniale (in seguito rinominata Storia e istituzioni dei paesi afro-asiatici), che ottenne per meriti straordinari. Il Trattato di pace sottoscritto il 10 febbraio 1947, previde, all'art. 45, l'impegno, da parte dell'Italia, di assicurare l'arresto e la consegna, ai fini di un successivo giudizio, di tutte le persone accusate di aver commesso o ordinato crimini di guerra. Nel maggio 1948 il Governo etiope inviò all'apposita commissione dell'ONU per i criminali di guerra, una lista di dieci presunti criminali, comprendente Alessandro Lessona, quale "sospetto di complicità in atti di sistematico terrorismo".
L'Etiopia si era appellata a una clausola del Trattato di pace, che indicava un ininterrotto stato di guerra tra essa e l'Italia sin dal 3 ottobre 1935; successivamente (nov. 1948), pertanto, chiese la consegna degli accusati per sottoporli a processo. L'Italia peraltro, riuscì a ottenere dagli alleati la rinuncia all'applicazione di tali clausole, impegnandosi a provvedere direttamente al giudizio di tutti i presunti criminali, individuati dalla Commissione ONU. I lavori della Commissione d'inchiesta italiana si conclusero con l'archiviazione delle posizioni di tutti gli accusati.
All'inizio degli anni Cinquanta si iscrisse al Movimento Sociale Italiano, ma inizialmente fu emarginato a causa dei suoi rapporti non idilliaci con Rodolfo Graziani (che era, in quella fase, presidente onorario del partito) e per via della sua non adesione alla Repubblica Sociale Italiana. Tra il 1954 e il 1955 militò allora nel Partito Monarchico Popolare di Achille Lauro, di cui fu anche segretario per pochi mesi, ma quando il PMP conflui nel Partito Democratico Italiano di Unità Monarchica Lessona rientrò nei ranghi dell'MSI.
Negli anni Sessanta, quando lo storico Angelo Del Boca dimostrò che durante la guerra d'Etiopia l'esercito italiano aveva utilizzato i gas, Lessona lo contestò (facendosi "difensore di una causa persa", secondo le parole di Nicola Labanca) asserendo che l'Italia non ricorse ad armi illegali: riconquistata così la fiducia dei nostalgici, alle elezioni politiche del 1963 riuscì ad ottenere un seggio al Senato con il Movimento Sociale. Cinque anni dopo ripresentò la propria candidatura ma non venne eletto e da quel momento si ritirò dalla vita pubblica.